# 欧特伊 (厄尔-卢瓦省)
欧特伊（法語：Autheuil，法語發音：[otœj] ⓘ）是法国厄尔-卢瓦省的一个旧市镇，位于该省南部，属于沙托丹区。2017年1月1日，欧特伊和相邻的另外8个市镇合并为新市镇克卢瓦三河镇（Cloyes-les-Trois-Rivières）。

## 地理
欧特伊（48°0'28"N, 1°17'23"E）面积16.07 平方千米，位于法国中央-卢瓦尔河谷大区厄尔-卢瓦省，该省份为法国北部内陆省份，北起顺时针与厄尔省、伊夫林省、埃松省、卢瓦雷省、卢瓦-谢尔省、萨尔特省和奧恩省接壤。
与欧特伊接壤的市镇（或旧市镇、城区）包括：杜伊、蒂维尔。
欧特伊的时区为UTC+01:00、UTC+02:00（夏令时）。

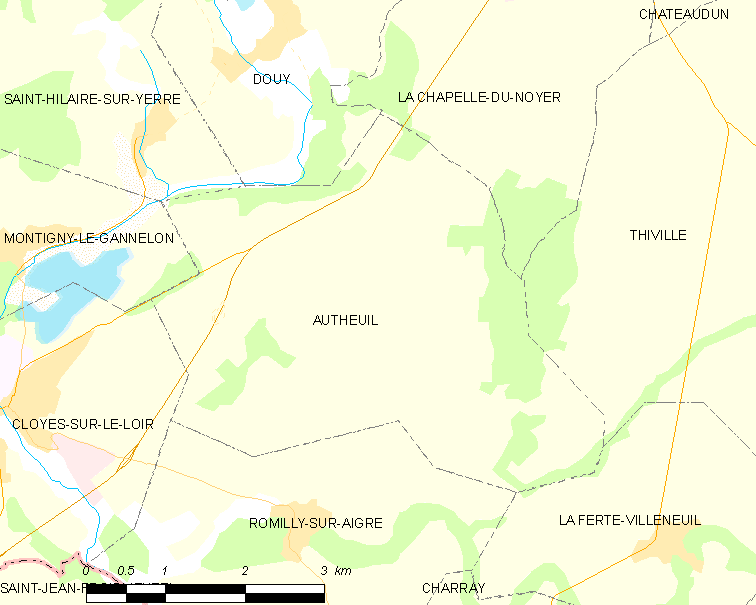
欧特伊的OSM定位图

## 行政
欧特伊的邮政编码为28220，INSEE市镇编码为28017。

## 政治
欧特伊所属的省级选区为布鲁县。

## 人口

1962-2008年间欧特伊人口变化图示

欧特伊于2018年1月1日时的人口数量为179人。